# Supai
Supai est un village du comté de Coconino en Arizona aux États-Unis qui comptait 423 habitants lors du recensement de 2000.

## Population
Le village est la capitale de la réserve indienne des Havasupai. Havasupai signifie par ailleurs « peuple des eaux turquoises ».
Le village comptait 208 habitants en 2018.

## Histoire
Les résidents et les touristes furent évacués du village et de ses environs les 17 et 18 août 2008 en raison de la rupture du barrage en terre de Redlands causée par d'importantes précipitations.

## Géographie
Le village est niché à l'intérieur d'un rempart de falases naturelles. En son sein, cinq chutes d'eau bleu turquoise en font un lieu à la réputation paradisiaque.
Il est aussi le village le plus isolé des 48 États les plus au sud, n'étant accessible qu'à pied, à dos de mulet ou par hélicoptère. Supai est situé à 13 km de la route la plus proche et on n'y compte aucune voiture.

## Services postiers
Supai est actuellement la seule localité des États-Unis où le courrier est toujours distribué à dos de mulet. Un « train de mules » fait l'aller-retour six jours par semaine pour acheminer le courrier vers et en dehors du village. Un cachet « Mule Train » est apposé sur le courrier par les services postaux. Les mulets acheminent le courrier mais aussi tout le ravitaillement du village. À cet effet, la poste de Peach Springs qui distribue le courrier vers Supai est la seule poste des États-Unis équipée d'une chambre froide.

## Économie

### Tourisme
Le village s'ouvre au tourisme au milieu du XXème siècle. 20 000 touristes visitent le village chaque année (2018).

## Galerie

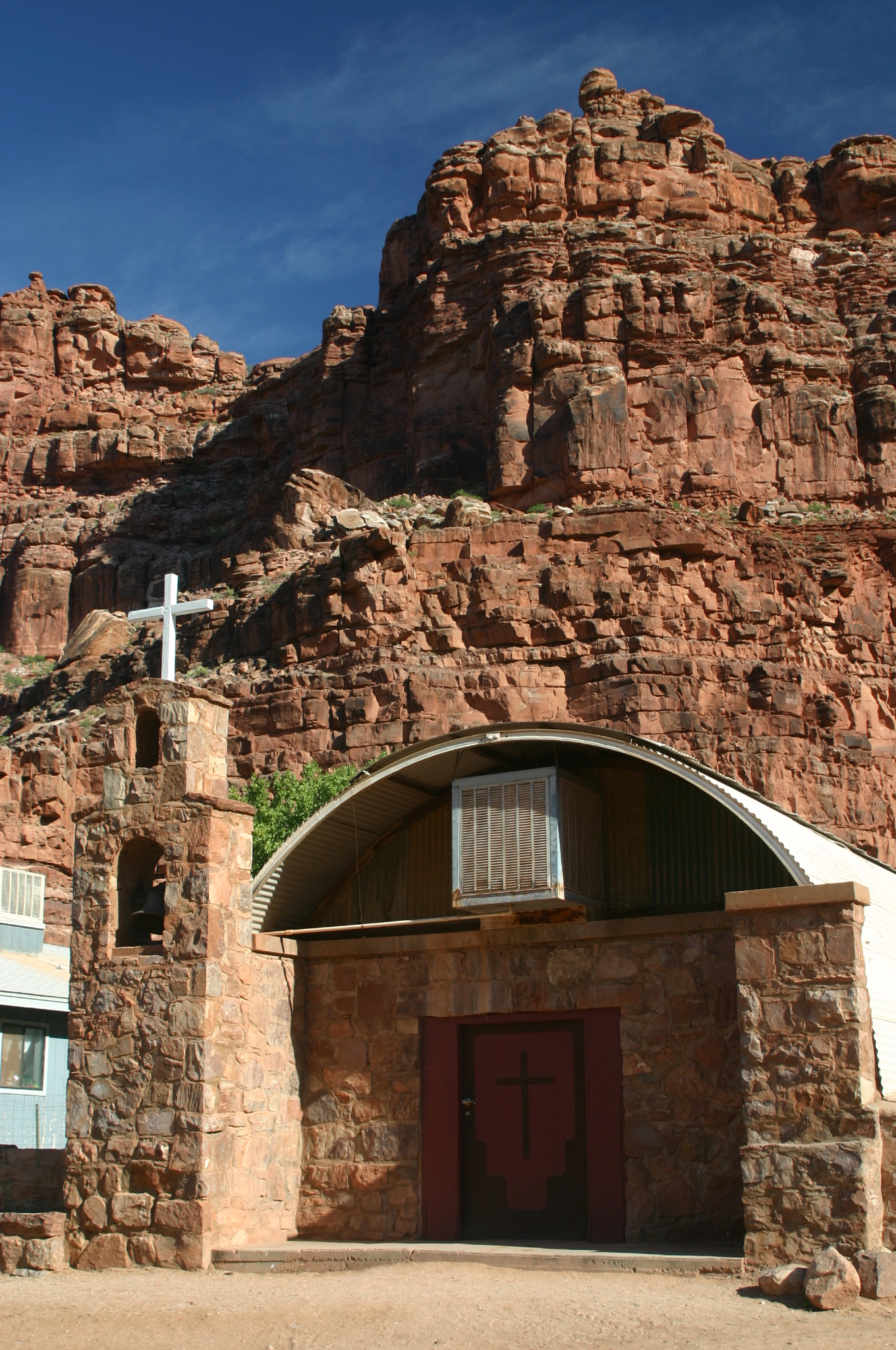
Église de Supai
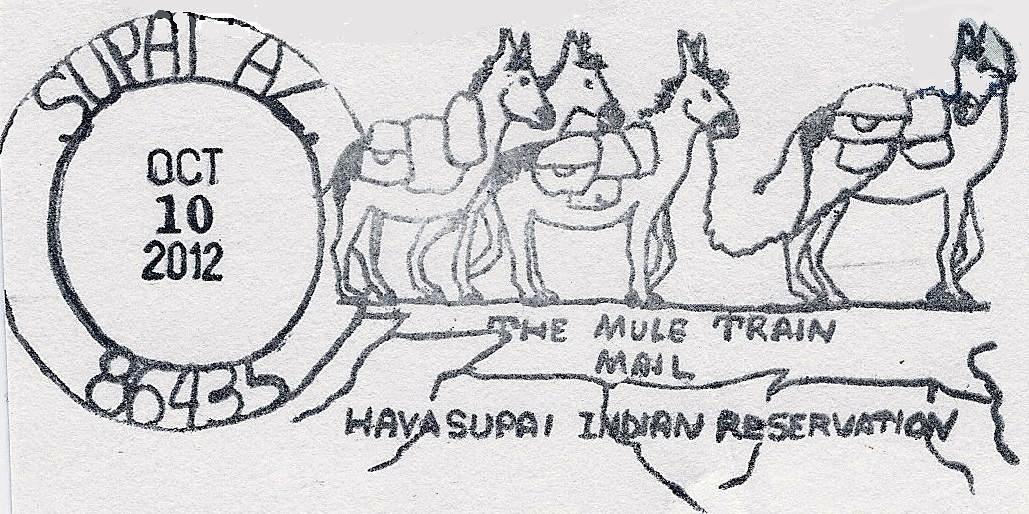
Cachet postal du « Mule Train »
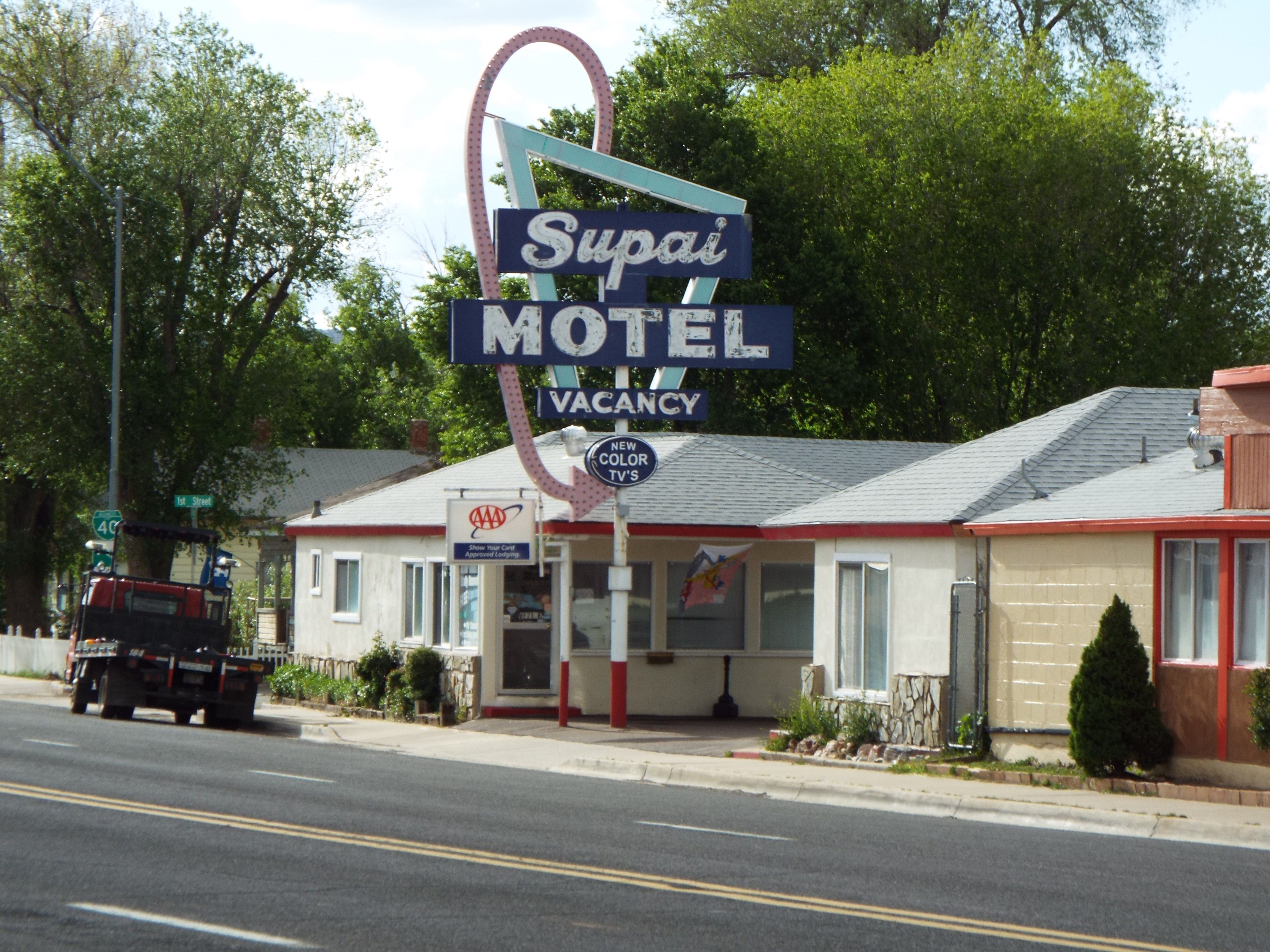
Motel de Supai
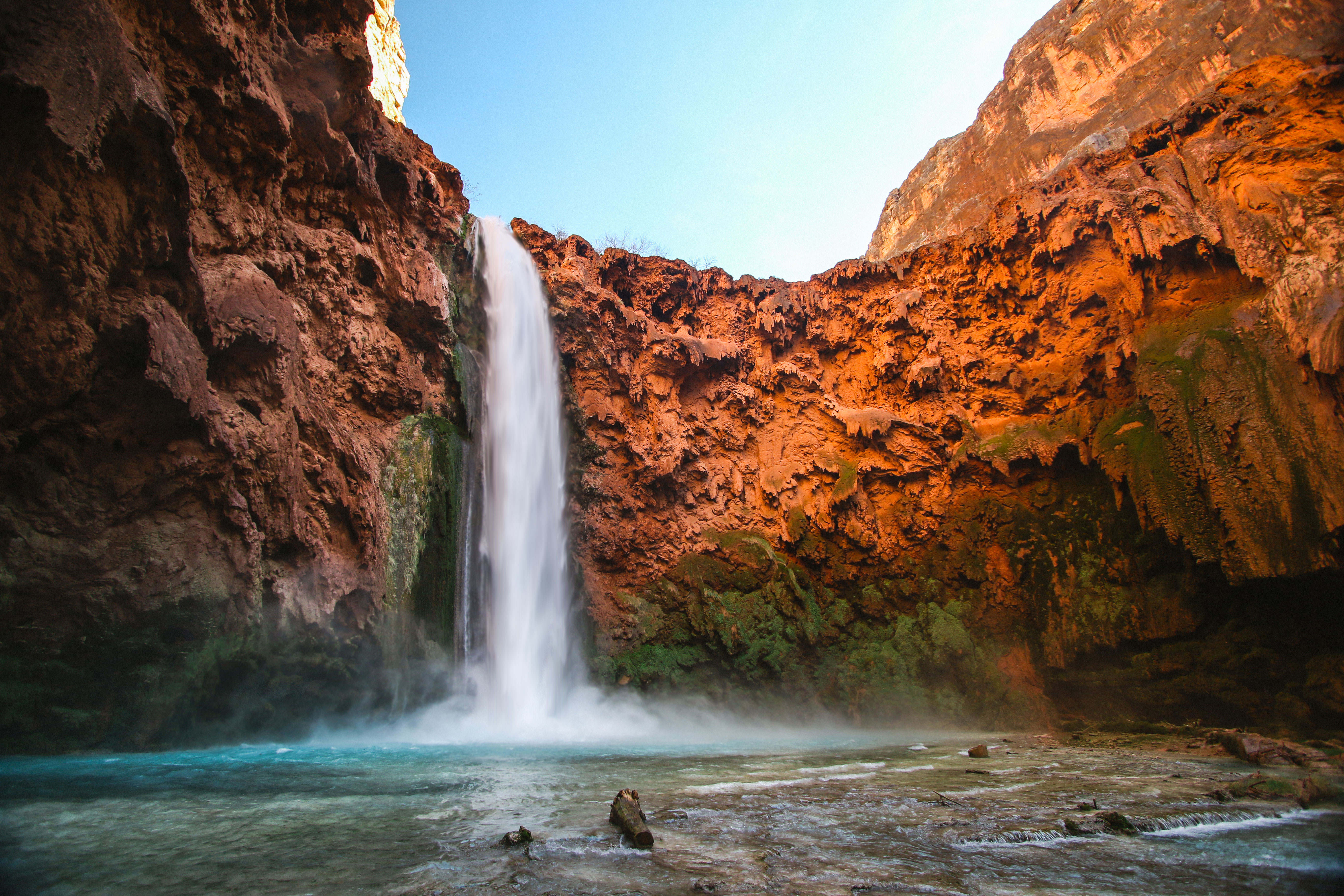
Chute d'eau